# Dulov
Dulov (in ungherese Dúlóújfalu) è un comune della Slovacchia facente parte del distretto di Ilava, nella regione di Trenčín.